# Дурас
Дурас (владао око 69–87. године), такође познат као Дура-Диурпанеј, био је краљ Дачана између 69. и 87. године нове ере, у време када је Домицијан владао Римским царством. Дурасов непосредни наследник био је Децебал.
Дурас се помиње у Константиновим одломцима, византијској збирци текстова која цитира римског историчара Касија Диона у релевантним одломцима. 
Дурас може идентификовати у римским изворима као дачки вођа који је, зими 85. године, опустошио јужне обале Дунава, које су Римљани бранили дуги низ година. Многи аутори га називају „Дура-Диурпанеј“. Други научници тврде да су Дура и Диурпанеј различите особе или да је Диурпанеј идентичан Децебалу. 
На Јорданесовој листи краљева, Дорпанеј наслеђује „Корила“. Понекад се претпоставља да је ово име искварена верзија имена Скорило, још једног дачког вође поменутог у римским изворима.

## Рат са Римом
Дачка моћ се ширила у деценији у којој је Дурас владао, ширећи се на просторе Словачке, Молдавије и Влашке. Дачки упад у римску провинцију Мезију 69. године одбио је Лициније Муцијан.
Римски гувернер Мезије, Гај Опије Сабин, подигао је војску и кренуо у рат са Дачанима након дачких (гетских) упада на римску територију. Диурпанеј и његов народ су победили и одсекли главу Опију Сабину. Када је вест о поразу стигла до Рима, грађани су се уплашили да ће освајачки непријатељ извршити инвазију и ширити разарање даље у Царству. Због овог страха, Домицијан је био приморан да се са целом војском помери у Илирију и Мезију, која је сада била подељена на Горње и Доње регионе. Наредио је свом команданту Корнелију Фускусу да пређе Дунав. 
Дачани су потиснути преко Дунава, али је Фуск претрпео тежак пораз када га је из заседе напао „Диурпанеј“. У овом тренутку, вероватно остарели Дурас је изгледа предао власт Децебалу. Дурасов уступак вођства је дат мирним путем. Наставио је да живи у једној од палата у Сармизегетузи док је служио као саветник Децебала.

## Извори
1. ↑  Oltean, Ioana A. (2007-08-07). Dacia. Routledge. ISBN 978-1-134-12604-0.
2. 1 2  Brodersen, Kai (2020). Dacia felix: das antike Rumänien im Brennpunkt der Kulturen. Darmstadt: Verlag Philipp von Zabern in Wissenschaftliche Buchgesellschaft. ISBN 978-3-8053-5059-4.
3. ↑  Temporini, Hildegard, ур. (1979-01-31), Inhalt, De Gruyter, Приступљено 2025-07-16
4. ↑  Oltean, Ioana A. (2007-08-07). Dacia. Routledge. ISBN 978-1-134-12604-0.
5. ↑  Jones, Brian W (1992). THE EMPEROR DOMITIAN. Abingdon, UK: Taylor & Francis. ISBN 978-0-203-30091-6.